# Kopytka

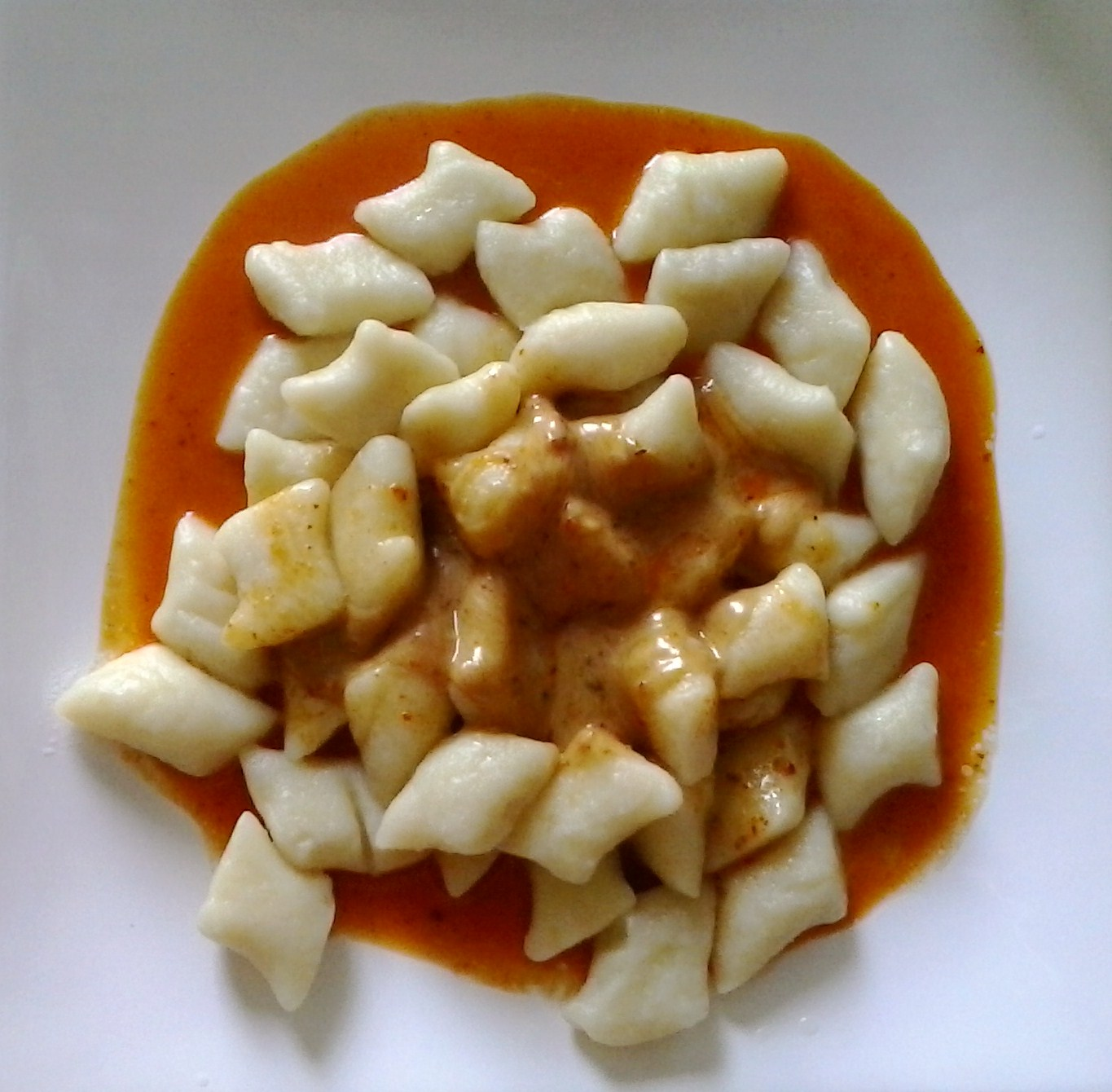
Kopytka mit Tomatensauce

Kopytka (Plural von Kopytko „kleiner Huf“), in Polen regional auch Szagówki genannt, sind ein traditionelles Teigprodukt der polnischen Küche, wie auch der ostdeutschen Küche, und gehören zu den Klößen (kluski).
Hergestellt werden sie aus einem Kartoffel-Mehl-Teig, für den gekochte Kartoffeln verwendet werden. Der Teig wird zu langen Walzen ausgerollt, die man abflacht und mit parallelen diagonalen Schnitten so zerkleinert, dass Rauten oder Parallelogramme entstehen. Anschließend werden die Kopytka in siedendem Salzwasser gekocht. Auf den Tisch kommen sie meist als Beilage, werden manchmal jedoch auch als eigenständiges Gericht mit ausgelassenen Speckwürfeln und glasierten Zwiebeln gereicht.
Bekannt ist eine Variante, in der Weißkäse zum Teig gegeben wird. Diese Art Kopytka wird Leniwe kluski oder Leniwe pierogi („Träge Klöße“) genannt und süß gegessen, oft mit  Beurre à la polonaise und Zucker. Man kann dem Teig aber auch Dill oder Petersilie zusetzen, es entstehen dann Zielone kluski („Grüne Klöße“).
Ebenso sind die kleinen Klößchen aus dem ehemaligen Ostpreußen bekannt, wo sie unter dem Namen Heilsberger bzw. Königsberger Keilchen, oder in Ostniederdeutsch Kielke mit Spirkel, mit gebratenen Zwiebeln sowie Speck gereicht wurden. In deutschsprachigen Kochbüchern sind „Heilsberger Kartoffelkeilchen mit Spirkel“ belegt.